# Tân Đoàn
Tân Đoàn là một xã thuộc tỉnh Lạng Sơn, Việt Nam.
Xã Tân Đoàn có diện tích 20,73 km², dân số năm 1999 là 2.924 người, mật độ dân số đạt 141 người/km².
Theo thống kê năm 2019, xã Tân Đoàn có diện tích 20,73 km², dân số là 2.554 người, mật độ dân số đạt 123 người/km².